# Юджин (Орегон)
Юджи́н (англ. Eugene) — второй по величине город штата Орегон (США), административный центр округа Лейн.

## История
На месте расположения современного города первоначально жили индейцы племени калапуйя, об этом свидетельствуют различные археологические находки.
В 1871 году в городе была построена железнодорожная станция, а в 1876 году открыт университет.

## География и климат

### География
Город Юджин располагается на реке Уилламетт к югу от реки Мак-Кензи между двумя притоками в долине Уилламетт. Ближайший крупный город — Портленд.

### Климат
В городе Юджин умеренно-тёплый климат. Климат средиземноморский с мягкой зимой и длинным периодом вегетации. Зимой осадков гораздо больше, чем летом. По классификации Кёппена — средиземноморский климат с сухим и тёплым летом. Среднегодовая температура составляет +11.5 °C.
| Показатель                    | Янв. | Фев. | Март | Апр. | Май  | Июнь | Июль | Авг. | Сен. | Окт. | Нояб. | Дек. | Год  |
| ----------------------------- | ---- | ---- | ---- | ---- | ---- | ---- | ---- | ---- | ---- | ---- | ----- | ---- | ---- |
| Средний суточный максимум, °C | 8,1  | 10,8 | 13,2 | 15,8 | 19,5 | 23,1 | 27,4 | 27,4 | 24,4 | 18,2 | 11,5  | 8,1  | 17,4 |
| Средняя температура, °C       | 4,7  | 6,5  | 8,1  | 10,0 | 13,0 | 16,1 | 19,2 | 19,2 | 16,6 | 12,1 | 7,6   | 4,9  | 11,5 |
| Средний суточный минимум, °C  | 1,3  | 2,3  | 3,1  | 4,2  | 6,5  | 9,2  | 11,0 | 11,1 | 8,9  | 6,0  | 3,8   | 1,8  | 5,6  |
| Норма осадков, мм             | 190  | 138  | 136  | 82   | 59   | 38   | 13   | 24   | 40   | 89   | 197   | 204  | 1210 |
| Источник: Климат Юджина       |      |      |      |      |      |      |      |      |      |      |       |      |      |

## Система образования
- Орегонский университет
- Колледж Лейн
- Северо-западный христианский колледж
- Библейский колледж Юджина

## Культура
Ежегодно проходит Орегонский фестиваль Баха, также ежегодно проводится и сельская ярмарка.
В городе 11 музеев. С 16 по 26 января 2008 года в Юджине состоялся «Славянский фестиваль».

## Транспорт
В 11 километрах от города располагается аэропорт Юджин.
Основной аэропорт штата, Международный аэропорт Портленда находится на расстоянии 175 километров по прямой.

## Города-побратимы
по данным
- Катманду, Непал
- Чинджу, Южная Корея
- Какегава, Япония